# Another Green World
Another Green World es el tercer álbum de estudio del músico y productor inglés Brian Eno, acreditado monónimamente como «Eno». Fue publicado por el sello Island Records el 14 de noviembre de 1975 y marcó un punto de inflexión en su trayectoria artística, abandonando progresivamente las estructuras rock de sus dos trabajos previos para adentrarse en los terrenos experimentales y atmosféricos que consolidarían su reputación como pionero de la música ambiental a finales de la década. En contraste con sus anteriores álbumes vocales, únicamente cinco de las catorce composiciones incluyen voz, predominando los temas instrumentales de carácter evocador y texturas sonoras innovadoras.
Producido por el propio Eno junto a Rhett Davies, el álbum contó con la participación de un selecto grupo de músicos invitados, entre ellos Robert Fripp en guitarra eléctrica, Phil Collins en batería, Percy Jones en bajo sin trastes y Rod Melvin en piano. Además, John Cale aportó la viola en dos pistas. Guiados por la metodología creativa de las cartas Oblique Strategies, un sistema diseñado por Eno y el pintor Peter Schmidt para fomentar decisiones compositivas inesperadas, los músicos recurrieron a técnicas inusuales de grabación e instrumentación. Esto se refleja en créditos originales como snake guitar —«guitarra serpiente»— y uncertain piano —«piano incierto»—. La portada del álbum muestra un detalle de la obra After Raphael, del artista británico Tom Phillips, reforzando el carácter artístico y experimental del disco.
Aunque la recepción crítica inicial fue entusiasta, su éxito comercial se limitó principalmente a Nueva Zelanda, donde alcanzó la posición número 24 en las listas de ventas. Sin embargo, su valoración ha crecido notablemente con el tiempo: en la actualidad, publicaciones especializadas como Rolling Stone, NME y Pitchfork lo consideran uno de los discos más influyentes e innovadores de la década de 1970, así como uno de los álbumes más importantes en la historia de la música popular contemporánea.

## Producción
Another Green World fue grabado en los Island Studios de Notting Hill, Londres, entre julio y agosto de 1975. El álbum nació como un proyecto experimental: Brian Eno llegó al estudio sin ninguna canción escrita ni preparada, lo que provocó cuatro días iniciales de bloqueo creativo. Para romper con esta parálisis, recurrió a las cartas Oblique Strategies, un método de inspiración aleatoria creado por él mismo junto con el artista Peter Schmidt, y que ya había utilizado con éxito en su disco anterior, Taking Tiger Mountain (By Strategy).
Eno decidió reflejar este enfoque poco convencional incluso en los créditos del álbum, usando nombres descriptivos del sonido en lugar de los instrumentos tradicionales. Así, las denominadas «Castanet guitars» son guitarras eléctricas que fueron tocadas con mazas y luego tratadas electrónicamente para imitar el sonido de unas castañuelas, mientras que el «Leslie piano» es un piano acústico cuyo sonido se moduló mediante un altavoz Leslie, conocido por crear un característico efecto vibratorio. Otras denominaciones originales, como la «snake guitar» —«guitarra serpiente»—, fueron explicadas por el propio Eno: «Las líneas que tocaba evocaban el movimiento sinuoso de una serpiente entre la vegetación: rápido, fluido y potente. Por otro lado, la ''digital guitar'' es una guitarra procesada con un retardo digital retroalimentado, que genera un sonido similar al eco producido al hablar por un tubo de cartón».
Aunque Eno continuó colaborando con músicos invitados —una práctica habitual en sus trabajos anteriores—, en Another Green World amplió significativamente su participación solista, tocando él mismo todos los instrumentos (teclados, guitarras y percusión) en siete de las catorce pistas. Entre los músicos que participaron destaca Phil Collins, quien ya había tocado la batería en Taking Tiger Mountain y con quien Eno mantenía una excelente relación artística. Por esta razón, invitó también al compañero de Collins en la banda Brand X, el bajista Percy Jones. Collins describió el particular método de trabajo de Eno en estas sesiones:
«[Eno] nos entregó una hoja de papel y nos pidió que enumeráramos líneas del 1 al 15. Luego indicaba: “En el número 2, todos tocamos un sol; en el número 7, un do sostenido”, y así sucesivamente. Era como pintar siguiendo números… A Eno le encantaba trabajar con Percy y conmigo: íbamos al estudio, improvisábamos nuestros fraseos estándar, él los grababa y luego creaba bucles musicales con ellos».
Por su parte, el guitarrista Robert Fripp —quien ya había trabajado con Eno en los álbumes (No Pussyfooting) y Here Come the Warm Jets— interpretó el celebrado solo de guitarra en la canción «St. Elmo's Fire». Siguiendo la propuesta conceptual de Eno, Fripp improvisó un vertiginoso solo de guitarra eléctrica que evocaba el sonido de una descarga eléctrica generada por una máquina Wimshurst, un dispositivo electrostático conocido por producir chispas de alto voltaje. Esta singular interpretación quedó acreditada como «guitarra Wimshurst».

## Música y letras
Another Green World representa un punto de inflexión decisivo en la carrera musical de Brian Eno. Mientras que sus álbumes anteriores habían destacado por extravagantes composiciones de rock con letras ingeniosas, este trabajo muestra un marcado cambio estilístico: solo cinco de sus catorce canciones contienen voz, predominando piezas instrumentales de gran riqueza sonora y experimentación tímbrica. El crítico Ian Wade, escribiendo para The Quietus, destacó que el álbum es «mucho más reposado» que sus anteriores producciones, señalando que Eno había evolucionado hacia un «nuevo pop ambiental con matices pastorales». Por su parte, el crítico musical Jim DeRogatis lo calificó como «un clásico del ambient/art-pop». Richard Gehr, en una reseña para eMusic, remarcó que la propuesta sonora del álbum se aparta del rock experimental basado en guitarras eléctricas de Here Come the Warm Jets y Taking Tiger Mountain (By Strategy), acercándose al minimalismo ambiental dominado por sintetizadores que caracterizaría su producción posterior.
La estructura del álbum intercala pasajes instrumentales minimalistas con canciones más claramente definidas dentro del art-rock. Steve Huey de AllMusic describe gran parte del álbum como «instrumentales atmosféricos que, aunque suelen estar más próximos a la música ambiental que al pop, son igualmente melódicos y rítmicos». Precisamente, estas composiciones instrumentales anticipan el interés de Eno por explorar la textura y el timbre como elementos predominantes, en detrimento de estructuras tradicionales basadas en el ritmo o la voz. Dave Simpson, crítico de The Guardian, considera al álbum como una forma temprana de «pop electrónico basado esencialmente en canciones», mientras que Jason Ankeny de AllMusic lo define como un clásico del art-rock.
«Sky Saw», la canción que abre el álbum, ejemplifica esta innovadora aproximación musical al mostrar instrumentos que cambian constantemente de patrón y estructura, excepto una línea de bajo constante y repetitiva que sirve de ancla sonora. Posteriormente, Eno reutilizó fragmentos de esta pieza en temas posteriores, tanto en su álbum Music for Films (1978) como en el disco debut homónimo de Ultravox (1977). Mike Powell, de Pitchfork, destacó canciones como «The Big Ship», indicando que estas «comienzan desde un punto fijo y permanecen allí, acumulando contramelodías y magnitudes temáticas que, pese a su aparente inmovilidad, revelan nuevas dimensiones con cada escucha». Otras piezas, como «In Dark Trees» y la mencionada «The Big Ship», son interpretadas íntegramente por Eno, quien se encarga del sintetizador, la percusión electrónica y la caja de ritmos. Estas composiciones, junto a otras como «Little Fishes», han sido calificadas como «altamente imaginativas», comparadas con «pinturas hechas con sonidos» que evocan perfectamente los escenarios sugeridos por sus títulos.
En cuanto a las letras, Eno recurrió a un método singular: reproducía las pistas instrumentales y, mientras las escuchaba, improvisaba sílabas y sonidos sin sentido aparente, transformándolos posteriormente en palabras y frases concretas. Este peculiar enfoque de composición fue utilizado por Eno en todas sus grabaciones vocales durante la década de 1970, y explica el estilo de asociación libre presente en las canciones vocales de Another Green World, caracterizadas por una sensación de humor «sutilmente caprichoso y enigmático».

## Lanzamiento y recepción
Publicado por Island Records el 14 de noviembre de 1975, Another Green World no logró entrar en las listas musicales del Reino Unido ni de Estados Unidos, y tuvo un impacto comercial limitado. Sin embargo, la respuesta crítica en el momento de su lanzamiento fue mayoritariamente favorable, reconociendo especialmente la originalidad de su propuesta musical. Henry Edwards, en una reseña para High Fidelity, destacó positivamente el álbum y lo calificó como el trabajo «más accesible hasta la fecha» de Eno. Por su parte, Tom Hull, de The Village Voice, afirmó que, aunque «sería incorrecto decir que es su mejor álbum», se trata sin duda del «más fácil de amar». Charley Walters, escribiendo para Rolling Stone, definió el álbum como «un triunfo significativo», afirmando que los riesgos creativos asumidos por Eno «producen resultados consistentemente sólidos», y lo consideró «un disco importante y brillante».
Las escasas críticas negativas contemporáneas se centraron principalmente en la ausencia de las estructuras rock características de sus trabajos previos. Jon Pareles, en la revista Crawdaddy!, lamentó que las incursiones electrónicas del álbum resultaran menos desafiantes que las canciones de rock progresivo anteriores de Eno, llegando a afirmar: «Esto no es un álbum de Eno, independientemente de lo que digan los créditos. Ni siquiera me entusiasma demasiado». Lester Bangs, en The Village Voice, sostuvo que gran parte de la música lo dejaba «adormecido» y describió sus piezas instrumentales como «pequeños charcos de sonido en los márgenes del silencio», resultado lógico —según él— de permitir que «la tecnología y los procesos creativos compartan el peso conceptual». Robert Christgau, quien inicialmente asignó al álbum una calificación de «A−» en The Village Voice, admitió haber resistido el álbum al principio, pero terminó apreciando profundamente «cada minuto de esta pequeña colección artística de piezas estáticas —sin swing— para sintetizador, voz, percusión y guitarra». En su libro Record Guide: Rock Albums of the Seventies (1981), Christgau afirmó que las catorce composiciones podían disfrutarse tanto de forma individual como en conjunto, describiendo al álbum en su totalidad como «el equivalente auditivo a un parque lunar: una unidad con la naturaleza bajo condiciones de gravedad artificial».
En 1977, Another Green World fue elegido como el undécimo mejor álbum de 1976 en la prestigiosa encuesta anual de críticos Pazz & Jop del periódico The Village Voice. El propio Christgau, organizador de dicha encuesta, lo posicionó en segundo lugar dentro de su lista personal.
La recepción contemporánea del álbum, particularmente tras las reediciones remasterizadas lanzadas en formato digipak por Virgin Records a partir de 2004, ha sido considerablemente más unánime en sus elogios. Steve Huey, en su crítica para AllMusic, lo calificó como «una obra maestra universalmente reconocida» y «la introducción ideal a los logros artísticos de Eno, incluso para aquellos que suelen encontrar difícil disfrutar de la música ambiental». Mike Powell, escribiendo para Pitchfork, lo definió como «el álbum definitivo de Eno», mientras que la revista Q consideró al disco «asombrosamente adelantado a su tiempo». J. D. Considine, en Rolling Stone Album Guide (2004), señaló que Eno utilizó el estudio de grabación «como un instrumento más, moldeando improvisaciones dirigidas, efectos electrónicos y la artesanía tradicional de la canción para crear ecosistemas sonoros perfectamente equilibrados». Por último, Douglas Wolk, en su reseña para la revista Blender, destacó que la claridad del audio en la versión remasterizada «facilita enormemente percibir todas las sutiles complejidades presentes en cada canción».

## Legado
Another Green World ha aparecido en diversas listas especializadas que recopilan los álbumes más importantes de la historia. El sitio web Pitchfork lo ubicó en el puesto número 10 de su lista de los mejores discos de la década de 1970. La revista Rolling Stone, por su parte, lo incluyó en la posición número 429 en su clasificación original de «Los 500 mejores álbumes de todos los tiempos» publicada en 2012, y posteriormente en el lugar número 338 en la edición actualizada de 2020. En 2003, la revista Blender lo destacó entre sus «500 CDs imprescindibles: Rock Alternativo», describiéndolo como un álbum «experimental pero accesible», y afirmó que es «exactamente el tipo de disco que los seguidores de Eno aún hoy desean que produzca». 

## Lista de canciones
Todas las canciones escritas por Brian Eno.
| Cara A |                       |          |  |
| N.º    | Título                | Duración |  |
| 1.     | «Sky Saw»             | 3:25     |  |
| 2.     | «Over Fire Island»    | 1:49     |  |
| 3.     | «St. Elmo's Fire»     | 3:02     |  |
| 4.     | «In Dark Trees»       | 2:29     |  |
| 5.     | «The Big Ship»        | 3:01     |  |
| 6.     | «I'll Come Running»   | 3:48     |  |
| 7.     | «Another Green World» | 1:38     |  |
| 19:12  |                       |          |  |

| Cara B |                                    |          |  |
| N.º    | Título                             | Duración |  |
| 1.     | «Sombre Reptiles»                  | 2:26     |  |
| 2.     | «Little Fishes»                    | 1:30     |  |
| 3.     | «Golden Hours»                     | 4:01     |  |
| 4.     | «Becalmed»                         | 3:56     |  |
| 5.     | «Zawinul/Lava»                     | 3:00     |  |
| 6.     | «Everything Merges with the Night» | 3:59     |  |
| 7.     | «Spirits Drifting»                 | 2:36     |  |
| 21:28  |                                    |          |  |

## Créditos
Créditos adaptados de la contraportada de Another Green World.
Christgau, Robert (1981). «Eno: Another Green World». Christgau's Record Guide: Rock Albums of the Seventies (en inglés). Ticknor and Fields. ISBN 0-89919-026-X.